# 철옹성 전투
철옹성 전투는 1637년 1월 23일 청군이 신경원이 지키는 철옹성을 공격하여 일어난 전투이다.

## 전투
평안도 관찰사 홍명구와 평안도 병마사 유림, 부원수 신경원은 인조를 구출하기 위해 군사 몇천여명을 이끌고 남한산성으로 향했다. 행군 도중 신경원은 맹산 철옹성에 남아 철옹성을 지키게 되었는데, 이때 청군은 신경원이 철옹성에 있는 것을 알아채고 복병을 두어 조선군을 격파하고 신경원을 포로로 잡았다. 포로로 잡힌 신경원은 단식으로 항거하였고 이후 풀려났다.